# Ronja Loh
Ronja Loh (* 21. April 2005 in Leipzig) ist eine deutsche Nordische Kombiniererin.

## Werdegang
Loh, die zu Beginn ihrer Karriere für den WSC Erzgebirge Oberwiesenthal startete, wurde in ihrer Jugend mehrfache Sachsenmeisterin in ihrer Altersklasse. Von 2018 bis 2021 trainierte sie am Bundesstützpunkt Oberwiesenthal. In der Saison 2019/20 gehörte Loh dem DSV-Nachwuchs-Kader 2 an. Am 30. August 2019 gab sie beim FIS-Youth-Cup-Rennen in Oberhof ihr internationales Debüt. Bei den OPA-Spielen 2020 in Villach verpasste sie die Medaillenränge. Zur Saison 2021/22 wechselte Loh an den Bundesstützpunkt Klingenthal. Im August 2021 erreichte sie hinter Trine Göpfert und Lena Prinoth als Dritte in Klingenthal erstmals das Podest im Alpencup, einer Jugend-Wettkampfserie der FESA. Im Februar 2022 erreichte sie bei den OPA-Spielen in Predazzo den zweiten Rang im Gundersen Einzel und gewann gemeinsam mit Nathalie Armbruster und Elisabeth Strümpfel die Goldmedaille in der Staffel. Seit der Saison 2022/23 tritt sie für den VSC Klingenthal an. Beim Europäischen Olympischen Winter-Jugendfestival 2023 in Planica und Tarvis stand Loh im deutschen Aufgebot, ging aber letztlich nicht an den Start.
Die Saison 2023/24 markierte den Durchbruch von Loh in die nationale Spitze. Zunächst verpasste sie als Vierte nur knapp das Podest bei den Deutschen Meisterschaften 2023 in Klingenthal, wurde aber tags darauf gemeinsam mit Jenny Nowak Meisterin im Teamsprint. Am 8. Dezember 2023 debütierte Loh in Lillehammer im zweitklassigen Continental Cup. Dabei erreichte sie den neunten Rang. Am darauffolgenden Wochenende stand sie erstmals im deutschen Weltcup-Aufgebot, startete aber bei keinem Rennen. Ihr Debüt feierte sie daher erst am 13. Januar 2024 mit dem 17. Platz in Oberstdorf. Bei den Nordischen Junioren-Skiweltmeisterschaften 2024 in Planica holte Loh gemeinsam mit Richard Stenzel, Anne Häckel und Tristan Sommerfeldt Mixed-Team-Gold. Zwei Tage später gewann sie mit elf Sekunden Rückstand auf die Siegerin Minja Korhonen Bronze im Einzelrennen. Aufgrund dieser Leistung durfte sich Loh in das Goldene Buch des Sportgymnasiums Klingenthal eintragen. Zudem wurde Loh mit dem Preis der Skisportstiftung Sachsen ausgezeichnet.
Im Mai 2024 rückte Loh im DSV in die Leistungsgruppe 1a auf. Bei den Deutschen Meisterschaften 2024 in Oberhof wurde sie gemeinsam mit Jenny Nowak Vizemeisterin im Teamsprint. Loh gehörte im Winter 2024/25 von Saisonbeginn an dem deutschen Weltcup-Kader an. Bei den Nordischen Junioren-Skiweltmeisterschaften 2025 in Lake Placid gewann sie gemeinsam mit Trine Göpfert Bronze im Teamsprint. Im Einzel wurde sie Fünfter. Zum Abschluss wurde sie gemeinsam mit Jonathan Gräbert, Trine Göpfert und Richard Stenzel Junioren-Weltmeisterin im Mixed-Team. Bei den Nordischen Skiweltmeisterschaften 2025 in Trondheim belegte sie im Gundersen Einzel den 20. Platz. Im Mixed-Team und im Massenstart wurde Loh nicht eingesetzt. Loh schloss die Saison auf Rang 22 in der Gesamtweltcupwertung ab.

## Statistik

### Weltcup-Platzierungen
| Saison  | Platz | Punkte |
| ------- | ----- | ------ |
| 2023/24 | 25.   | 155    |
| 2024/25 | 22.   | 227    |

### Grand-Prix-Platzierungen
| Saison | Platz | Punkte |
| ------ | ----- | ------ |
| 2023   | 23.   | 080    |

### Continental-Cup-Platzierungen
| Saison  | Platz | Punkte |
| ------- | ----- | ------ |
| 2023/24 | 24.   | 106    |

### Platzierungen bei Deutschen Meisterschaften
| Jahr und Ort              | Wettbewerb | Wettbewerb |
| Jahr und Ort              | Einzel     | Teamsprint |
| ------------------------- | ---------- | ---------- |
| 2021 Oberhof/Zella-Mehlis | 11.        | —          |
| 2022 Hinterzarten         | 08.        | 06.        |
| 2023 Klingenthal          | 04.        | 01.        |
| 2024 Oberhof/Zella-Mehlis | 09.        | 02.        |

## Privates
Loh hat zwei jüngere Schwestern. Pia und Maja sind beide auch als Kombiniererinnen aktiv. Loh besuchte das Skiinternat Klingenthal. Nach ihrem Abitur trat sie in die Sportfördergruppe der Bundeswehr ein.